# Kryochirurgie
Kryochirurgie je způsob provádění chirurgických zákroků aplikací velmi nízkých teplot za účelem destrukce tkáně. Název pochází z řeckého slova kryos (κρύο) ("chlad"). Operačním přístrojem je kryokauter.

## Historie
První zmínky o léčebných pokusech přikládáním chladivých směsí (-24 °C) jsou známy již z roku 1871. Za otce moderní Kryochirurgie je považován Američan Dr. Richard J. Ablin. V České republice byl vyvinut první kryochirurgický systém na světě, který splňoval teoretické požadavky na kryoterapii třetí generace definované v roce 1977 Rothenborgem a Frazerem, jejichž jména jsou také spojována se vznikem moderní kryochirurgie. Český autonomní dusíkový kryochirurgický systém pro léčení nádorů byl vyvinut v letech 1977 až 1983 v tehdejším výzkumném ústavu silnoproudé elektrotechniky v Praze 9 - Běchovicích, pod vedením doc Z. Málka a pak vyráběn pod názvem KCH-3 ve státním podniku Chirana Brno od roku 1983, za podpory vývojového oddělení kryochirurgických systémů, vedeným J. Štrausem. Tehdy byly založeny firmy SMT Praha a BMT Brno, přičemž firma SMT Praha vyrábí kryokautery dodnes, i když už v mnohem modernější podobě, ale se stejně vysokým terapeutickým účinkem - požadovaným definicí KRYOTERAPIE TŘETÍ GENERACE.

## Použití
Kryochirurgie má využití v mnoha oborech medicínské praxe, kromě onkologie obecně zejména v dermatologii, chirurgii, gynekologii, oftalmologii, ale i např. v oftalmologii či ve veterinárním lékařství. Její pomocí se už dlouhá léta úspěšně léčí zánět prostaty, rakovina děložního čípku, různé typy hemoroidů, běžné bradavice a jiné dermatologické problémy. Slouží také ke zprůchodňování dutých orgánů, např. v proktologii nebo pneumologii, jako je spodní část konečníku a průdušnice. Její využívání bylo zahájeno v roce 1988 i v kardiochirurgii, hlavně díky vysoké odborné erudici prof. J. Pirka z pražského IKEMu. Chirana vyrobila (a prodala) přes tisíc systémů KCH 3 a KCH 4, soukromá spol. SMT Praha pak po sametové revoluci již několik desítek novějších typů KCH 5, KCH 5000, KCH 450M, KCH 450A, KCH 450AMD. Posledně uvedený, plně automatizovaný typ se vyrábí v Čechách (SMT Praha, www.smt-praha.com) dodnes a připravují se další. Český typ je stále terapeuticky nejúčinnějším kryochirurgickým operačním systémem na světě, umožňujícím bezpečné a účinné operace i maligních nádorů, včetně rakoviny. Je metodou volby použitelnou v indikovaných případech. Její účinek není pouze paliativní.

## Metoda
Při teoreticky požadovaném rychlém zmrazení tkáně dochází k tvorbě ledu uvnitř i vně mražených buněk. Pomalé mražení má za následek dehydrataci buněk a ty mohou proces přežít. Následuje pak recidiva a v případě maligních nádorů metastáza. Je proto nezbytné, aby došlo ke zmražení tkáně co možná nejrychleji (alespoň rychlostí 200 °C/min). Následující ohřev zpět na tělesnou teplotu musí být naopak co nejpomalejší, aby způsob rekrystalizace zmrzlých buněk mohl (mechanicky) zničit patologickou tkáň, buňku po buňce. Svoji významnou roli zde má i čas, který je na žádoucí - destruktivní rekrystalizaci buněk poskytnut. Velké, dříve vzniklé krystaly vody rostou (na úkor malých) tak, že překročí velikost buňky a tu roztrhnou - dojde tedy ke spolehlivé - mechanické 100% destrukci patologické tkáně, s tím, že okolní zdravá tkáň zůstane téměř nepoškozena. Nedodržení výše uvedených parametrů, stanovených už v roce 1977 celosvětově uznávanými odborníky Rothenborgem a Frazerem, může metodu kryochirurgie a její významné léčebné účinky tak zcela devalvovat. Bohužel ti významní lékaři, kteří tuto metodu spolu s techniky studovali a používali již nejsou mezi námi a nebo jsou v zaslouženém důchodu. Metoda kryochirurgie má své místo v terapii zhoubných i nezhoubných nádorů, ale musí být použit vhodný a pro daný účel konstruovaný přístroj. Pro dermatology, kteří neřeší maligní nádorová onemocnění, je postačující jednoduchý příruční dusíkový Kryospray SMT CS 1. Na jemné oční zákroky nebo pro kosmetiku či plebologii postačí kryokauter na oxid dusný (N2O)s operační teplotou jen - 89 °C. Na zhoubné nádory je však nezbytné použití sofistikovaného, v Čechách patentovaného autonomního kryochirurgického systému SMT KCH 450A nebo jeho varianty, s vysokou rychlostí a velmi hlubokou teplotou mrazení (LN2 minus 190 °C) a tím i s vysokou terapeutickou účinností, hraničící se 100%. V současné době je český kryochirurgický přístroj SMT KCH 450A nejúčinnějším kryochirurgickým přístrojem na světě. Má tak své významné místo mezi léčebnými metodami v onkologii.

## Kryokautery

### Expanzní
Expanzní kryokautery využívají Joule-Thomsonova principu, tedy ochlazování stlačeného plynu při prudké expanzi. Používá se zejména stlačený oxid dusný (rajský plyn). Jeho expanzí se dosahuje teploty až -89 °C. Je nutno podotknout, že tato teplota a výkon expanzních přístrojů není pro většinu operací dostatečný, i když pracují s velkým přetlakem (několik desítek barů) a mají velkou spotřebu plynu. Neprochladí tkáň dostatečně hluboko ani za delší operační čas. Využívají se zejména pro odstraňování malých nezhoubných nádorů a s velkou výhodou velice často pro pomocné a dokončovací operace například v očním lékařství. Pro oftalmologii jsou nepostradatelnými pomocníky. Hodí se i na drobné dermatologické zákroky, pro kosmetické účely, na plebologii i na další léčebné zákroky, kromě maligních.

### Dusíkové
Dusíkové kryokautery pracují s kapalným dusíkem (teplota varu -196 °C). Lze je dále rozdělit na autonomní (jejich součástí je nádržka s kapalným dusíkem) a na přístroje s externím zásobníkem (izolovaná přívodní hadice a velká dewarova nádoba s kapalným dusíkem). Díky nízkým tepelným ztrátám "po cestě" je dosahováno nejvyššího chladicího výkonu s autonomními přístroji. Jejich výroba je složitější, ale díky mnohaleté České tradici je na vysoké úrovni. Aby obstály v konkurenci s přístroji s externím zásobníkem z hlediska možné doby zákroku, musely být vyvinuty zvláště účinné tepelné výměníky s nižší spotřebou dusíku. Tyto výměníky vyrobené v ČR byly patentovány již před několika desítkami let. České přístroje typu KCH na kapalný dusík jsou již mnoho let jediným autonomním typem průmyslově vyráběných dusíkových kryochirurgických přístrojů na světě. Z hlediska terapeutického jsou nejúčinnějšími kryochirurgickými přístroji vůbec. Vyrábějí se v SMT Praha.
Jednodušší přístroje bez řídící elektroniky jsou Kryospreje. Pracují na principu sifonu s mírným přetlakem, který generuje v uzavřené nádobě odpařující se dusík. Vyrábějí se v Čechách pod označením Kryospray CS 1.

## Kryochirurgický zákrok
Přístroj s vhodnou koncovkou se přiloží k nemocné tkáni. Chlazení probíhá řádově po dobu sekund až minut. Přístroj (resp. jeho operační koncovka) ke tkáni přimrzne. Následuje pak lokální ohřev (zpravidla automatický) a následné (po ohřevu na tělesnou teplotu) odejmutí přístroje. Po kompletním rozmrznutí tkáně se tělo v průběhu několika týdnů postará o odstranění nekrotizovaných buněk. Postup lze, z důvodů zvýšení celkového terapeutického účinku, opakovat. Tomuto procesu lze napomoci i opatrným mechanickým odstraněním větších odumřelých částí. Jizvy jsou minimální. Příklady kryochirurgických operací (před, během a po operaci) jsou uvedeny dále na obrázcích.

Léčba nádoru pomocí krychirurgie
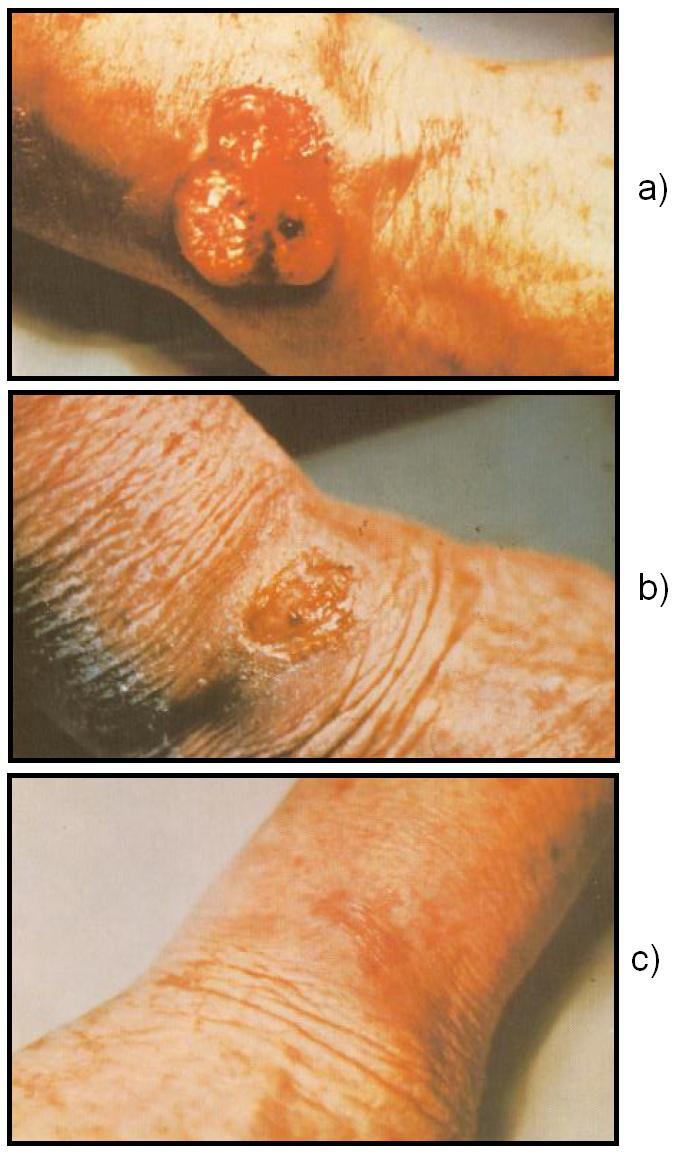
hemoragický keratom
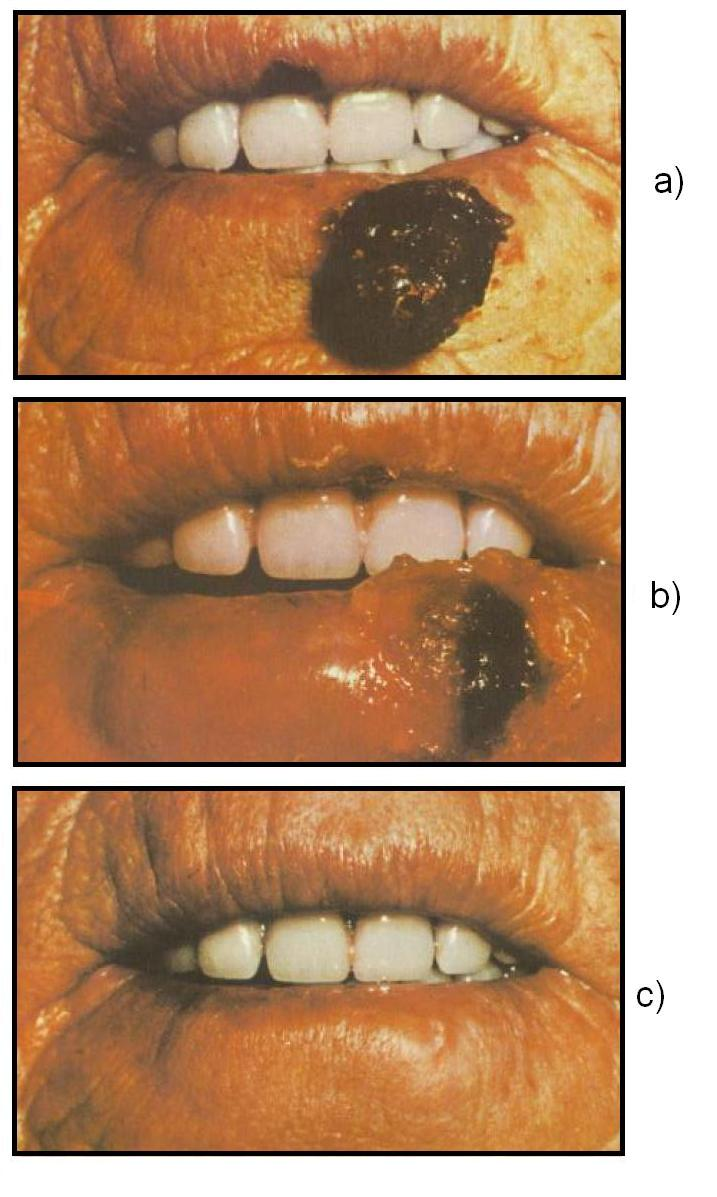
kožní výrůstek na rtu

## Problémy
O kryochirurgii, jako o jednu z metod na radikální léčení nádorových nemocí, není dnes všeobecně velký zájem hlavně z důvodů obtížného histologického vyhodnocování odebraných vzorků zmrazené tkáně za účelem pozdějšího prokazování existence případné malignity už před zákrokem. Chirurgické (nebo i mikrochirurgické) odebrání vzorku před kryochirurgickým zákrokem je často totiž původním zdrojem metastáz, a proto je vynecháváno, aby se využilo výhod "nekrvavého" léčení pomocí kryochirurgie. Je to tedy nebezpečné pro operatéra de iure. Pacient si ovšem může tuto metodu vyžádat a podepsat příslušné prohlášení, které lékaře zbaví uvedeného nebezpečí. Porada pacienta s několika různými lékaři je zde na místě. V současné korupční době je dokonce nezbytná. Rozhodně však, i v této době, patří metoda kryochirurgie mezi účinné možnosti, jak léčit nádorové nemoci. Musí však být zvolen vhodný způsob a vhodný přístroj. Nevhodný - málo účinný přístroj - může mít za následek neúspěch, který by při použití účinného přístroje nenastal a který (z časových důvodů) znemožní použití jiné účinnější metody. V minulosti nastalo mnoho případů, kdy byl na suspektní lezi použit přístroj expanzní s pracovní teplotou do -89 °C, který nemocnou tkáň jen poškodil, ale neodstranil a následky byly fatální. V případě použití odpovídajícího, dobře zvoleného - účinného kryochirurgického přístroje a nebo při použití jiné léčebné metody by pacient ohrožen nebyl! Z uvedených případů pak vznikla fáma, že jsou kryochirurgické přístroje z výše uvedených důvodů nebezpečné. To, že jsou nebezpečné jen některé kryochirurgické přístroje se jaksi vytratilo. Kromě toho není všeobecně známo, že Česká republika má nejúčinnější kryochirurgický přístroj na světě. Jeho vývoji bylo věnováno nejen mnoho času, včetně příslušného studia kryobiologických zákonitostí, ale i mnoho desítek milionů korun. Česká republika byla vždy na hrotu světového vývoje kryochirurgie a je v tomto oboru velmi vážená. O tento výjimečný stav se zasloužil v minulém století zvláště doc. Zdeněk Málek, neúnavný odborník na mnoho fyzikálních oborů (zemřel 1. 3. 1984 v Praze).